# 國際關注的突發公共衛生事件

世界卫生组织标志。该组织为唯一可授权发布“国际关注的突发公共卫生事件”的机构

國際關注的突發公共衛生事件，又称国际关注的公共卫生紧急事件，是世界卫生组织的一项正式声明，指的是“通过疾病的国际传播构成对其他国家的公共卫生风险，以及可能需要采取协调一致的国际应对措施的不同寻常事件”；该事件状态在“情况严重、突然、不寻常或意外”、“公共卫生影响超出了受影响国家的边界”、“可能需要立即采取国际行动”时启用。根据2005年制订的《国际卫生条例》，各国负有对“国际关注的突发公共卫生事件”作出迅速反应的法律义务。
国际关注的突发公共卫生事件是由在2005年《国际卫生条例》下运作并由国际专家所组成的突发事件委员会宣布，该委员会是在2002年至2003年SARS事件爆发后所成立的。自2009年以来，共计有八次国际关注的突发公共卫生事件，分别是：2009年H1N1流感大流行、2014年小兒麻痺疫情、2014年西非埃博拉疫情、2015年至2016年寨卡病毒疫情、2018年至2019年刚果埃博拉疫情、2019冠状病毒病疫情、猴痘疫情（2022年及2023-2024年）。这些事件都是临时性的，需要每三个月进行一次复核。
严重急性呼吸系统综合症、天花、小兒麻痺及任何新型人类流感亚型均可自动成为国际关注的突发公共卫生事件，而不需要经过《国际卫生条例》的审核。
国际关注的突发公共卫生事件不仅限于传染病，而且可能也涵盖由化学制剂或放射性核材料引起的紧急情况。这是一项“行动呼吁”和“不得已而为之”的措施。
大多数流行病疫情或紧急状况都不会引起公众关注或满足成为国际关注的突发公共卫生事件的标准。突发事件委员会并没有就2010年代海地霍乱疫情、2013年叙利亚化学武器袭击事件、福岛第一核电站事故进行过讨论。在报告给世界卫生组织以考虑宣布“国际关注的突发公共卫生事件”的疫情中，2018年至2019年刚果伊波拉疫情曾在2019年6月14日召开第三次会议讨论时仍未被宣布；而截至2019年6月11日，刚果民主共和国已经因感染伊波拉病毒而导致1,405人死亡，同时在其邻国乌干达也确认了几起伊波拉感染病例。2019年7月，在刚果民主共和国北基伍省的首府戈马确诊了埃博拉病毒之后，世界卫生组织召开了第四次突发事件委员会。世界卫生组织最终在2019年7月17日宣布该期疫情为“国际关注的突发公共卫生事件”。

## 背景
监测和应对系统的存在是为及早发现有效应对疾病的传播。但是，由于两个主要方面的原因，仍然会导致时间延迟。首先是指示病例的出现和卫生保健系统确认发生疫情之间的延迟，但这可以通过对数据收集、评估和组织时的良好监控来环节；其次是疫情爆发与国际关注及广泛认可之间的时间延迟。国际关注的突发公共卫生事件的声明是由在2005年《国际卫生条例》下运行的由国家专家组成的突发事件委员会所发布，该委员会是在2002年至2003年SARS事件爆发后所成立的。
在2009年到2016年期间，共计有四次疫情被宣布为“国际关注的突发公共卫生事件”。第五份声明是针对2018年至2019年刚果埃博拉疫情，而第六份声明则是针对2019冠状病毒病疫情。
根据2005年制订的《国际卫生条例》，各會員国负有对“国际关注的突发公共卫生事件”作出迅速反应的法律义务。

## 定义
国际关注的突发公共卫生事件被定义为
|  | 通过疾病的国际传播构成对其他国家的公共卫生风险，以及可能需要采取协调一致的国际应对措施的不同寻常事件。 |

该定义表示了可能在全球范围内发生的公共卫生危机，并意味着“情况严重、突然、不寻常或意外”，且可能需要立即采取国际行动。
这是一项“行动呼吁”和“最后手段”。

## 潜在问题申报
世界卫生组织成员国可以在24小时向世界卫生组织报告潜在的“国际关注的突发公共卫生事件”。同时，并非世界卫生组织成员国的国家或地区亦可向世卫组织报告潜在危险，因此其也可以非正式地收到世卫组织的相关报告。根据2005年《国际卫生条例》，所有国家都确定了检测、评估、通报和报告事件的方法，以避免发生国际关注的突发公共卫生事件。还决定了应对公共卫生风险的措施。
《国际卫生条例》决策算法可帮助世卫组织会员国确定是否存在潜在的“国际关注的突发公共卫生事件”，并是否应通知世卫组织。如果确认以下四个问题中的任何两个，应通知世界卫生组织：
1. 事件对公共健康的影响是否严重？
2. 该事件是否异常或意外？
3. 国际传播是否存在重大风险？
4. 国际旅行或贸易限制是否存在重大风险？

而已經發布的第六項所引起的結果，都符合這些條件。
国际关注的突发公共卫生事件的标准包括一份总是需要通报的疾病清单。严重急性呼吸系统综合症、天花、脊髓灰质炎及任何新型人类流感亚型均可自动成为国际关注的突发公共卫生事件，而不需要经过《国际卫生条例》的审核。
大多数流行病疫情或紧急状况都不会引起公众关注或满足成为国际关注的突发公共卫生事件的标准。突发事件委员会并没有就2010年代海地霍乱疫情、2013年叙利亚化学武器袭击事件、福岛第一核电站事故进行过讨论。而对于容易爆发大规模流行的传染病，例如：霍乱、肺炎性鼠疫、黄热病等，则需要更进一步的评估。
对于面临疫情的国家来说，被宣布为“国际关注的突发公共卫生事件”无疑会造成该国的严重经济负担。由于缺乏对宣布“国际关注的突发公共卫生事件”的相应激励措施，而“国际关注的突发公共卫生事件”也可以视为对被宣布的国家实行了贸易上的限制与封锁。

## 突发事件委员会
为了宣布“国际关注的突发公共卫生事件”的发生，世界卫生组织总干事需要考虑若干因素，例如其对人类健康及国际传播的风险，同时也包括国际专家们组成的国际卫生条例突发事件委员会的建议。突发事件委员会的成员之一必须是疫情发生国或地区的专家。突发事件委员会不是一个临时组织，而是特设的。
直至2011年，国际卫生条例突发事件委员会成员的姓名都没有被公开。这些成员是根据所需要讨论的疾病或事件的性质来挑选。在审查了事件相关的所有数据，总干事在适用法律标准和预定算法对危机进行评估后，最终采纳突发事件委员会的建议。在宣布“国际关注的突发公共卫生事件”后，突发事件委员会将会就总干事及会员国才采取何种措施来应对危机而提出意见。这些建议都是临时性的，需要每三个月复核一次。

## 已宣布事件
时间轴

### 猪流感（2009年）

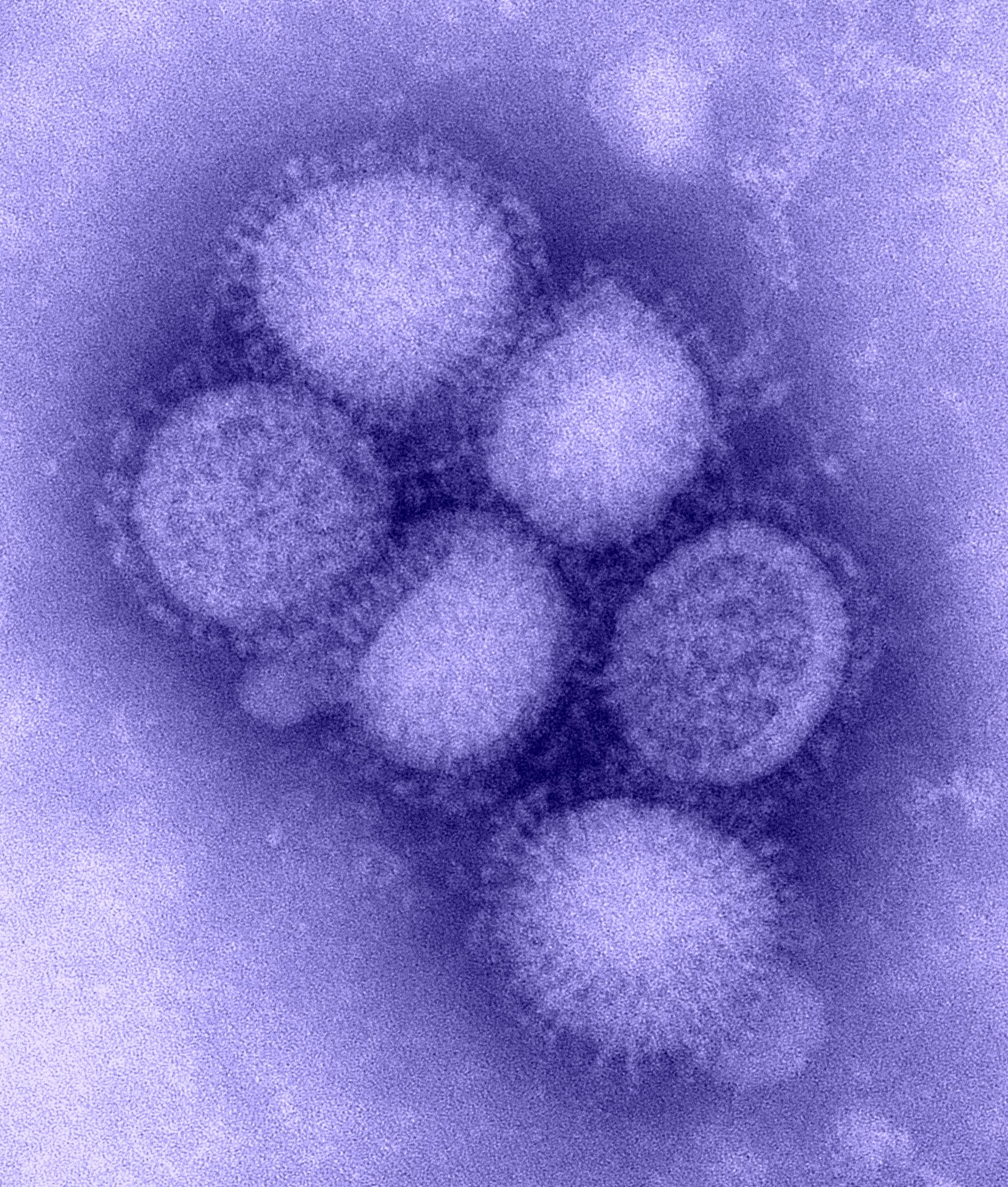
甲型流感病毒H1N1亚型

2009年4月26日，距离首次案例出现一个月，世界卫生组织即在H1N1流感（猪流感）处于第三阶段时便首次宣布了“国际关注的突发公共卫生事件”。在同一天，世界卫生组织官网在三小时内收到近200万次访问，迫使大型流行疾病需要自己的专门的官方网站予以介绍。在宣布H1N1为国际关注的突发公共卫生事件时，该流感仅在三个国家被发现。因此宣布H1N1为国际关注的突发公共卫生事件加剧了公众的恐惧。但是，根据2013年一项由世界卫生组织赞助的调查结果显示，尽管H1N1流感与季节性流感有很大的相似程度，可由于H1N1流感导致大量65岁以下人士的死亡，因此导致了更多的生命年损失。

### 脊髓灰质炎（2014年至今）
第二起“国际关注的突发公共卫生事件”是针对2014年脊髓灰质炎疫情，于2014年5月发布。由于这是脊髓灰质炎在野生脊灰病毒几近根除后的复活，因此被认为是“非常事件”。
基于阿富汗、巴基斯坦、尼日利亚等地的少数病例，全球根治脊灰被认为有一定风险。
2019年10月，巴基斯坦与阿富汗继续出现野生脊灰病毒导致的脊髓灰质炎病例。除了非洲和亚洲部分地区的新疫苗衍生病例外，其余病例都得到了审查，依旧保持为“国际关注的突发公共卫生事件”。该期限在2019年12月11日被再次延长。

### 埃博拉（2014年－2016年）

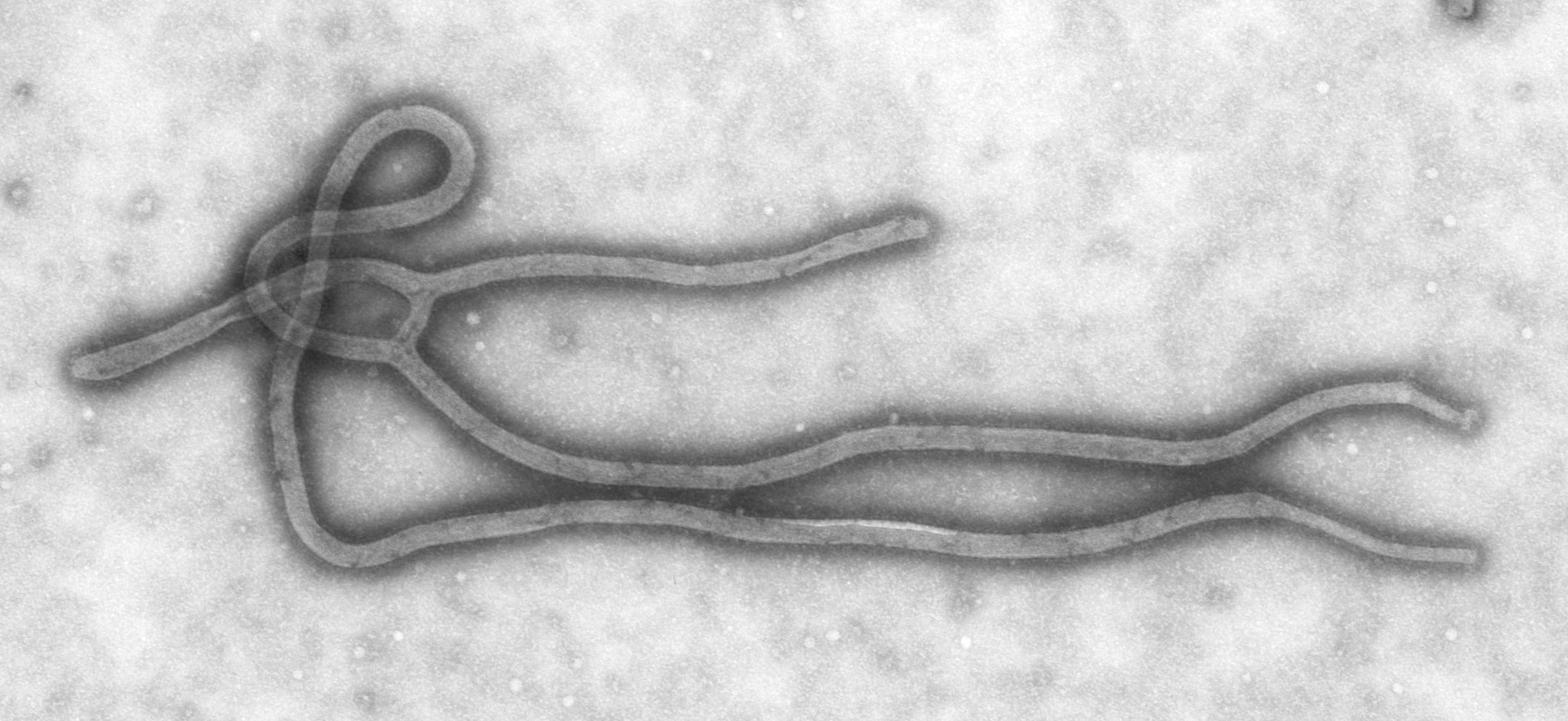
伊波拉病毒

2014年3月，几内亚和利比里亚宣布确诊了埃博拉出血热；2014年5月，塞拉利昂也确诊了埃博拉出血热。2014年8月8日星期五，美国和欧洲也发现了数例埃博拉出血热病例。由于美欧出现埃博拉病例并早在非洲三国已进行了数月的密集传播之后，世界卫生组终于第三次宣布了“国际关注的突发公共卫生事件”以应对这次的西非埃博拉病毒疫情。
后来，一项评论表明，这种流行病对美国的影响导致了世界卫生组织对该疫情的关注升级。这是国际资源匮乏地区的第一个“国际关注的突发公共卫生事件”。

### 寨卡（2016年）

茲卡病毒

2016年2月1日，世界卫生组织第四次宣布了“国际关注的突发公共卫生事件”，以应对美洲地区出现的小头畸形和格林－巴利综合征疫情。当时怀疑这次疫情与正在进行的2015年至2016年寨卡病毒疫情有关。后来的研究和证据消除了这些担忧。
2016年4月，世界卫生组织表示“科学界已认可将寨卡病毒为小头畸形和格林－巴利综合征的病因”。这是首次针对蚊媒传染病的“国际关注的突发公共卫生事件”。
2016年11月18日，世界卫生组织解除了针对该次疫情的“国际关注的突发公共卫生事件”。

### 基伍埃博拉（2018年－2020年）
在2018年10月和稍后的2019年4月，世界卫生组织两次拒绝宣布2018年至2019年刚果基伍埃博拉疫情为“国际关注的突发公共卫生事件”。这项决议引发了争议，传染病研究与政策中心主任迈克尔·奥斯特霍姆对此表示失望，并声称这种情况是“刚果民主共和国仿佛坐在埃博拉病毒瓦斯上，正等着被火柴引爆”。但是世卫组织专家一直认为宣布“国际关注的突发公共卫生事件”对疫情控制并无益处。尽管世界卫生组织拒绝宣布“国际关注的突发公共卫生事件”的确符合相关标准，但是针对2018年10月和2019年4月两次声明的批评声浪还是引发了对《国际卫生条例》突发事件委员会透明性的质疑。声明中针对刚果基伍埃博拉疫情所使用的语言都是不同的。突发事件委员会在2018年10月的声明中表示“目前不应该宣布为国际关注的突发公共卫生事件”。但是在先前拒绝宣布“国际关注的突发公共卫生事件”的13项理由中，其结果声明却说“不满足国际关注的突发公共卫生事件的条件”和“不构成国际关注的突发公共卫生事件”。而在2019年4月的声明中又表示“在此阶段宣布为国际关注的突发公共卫生事件没有任何的好处”，但这个理由并不符合《国际卫生条例》所规定的国际关注的突发公共卫生事件标准。
在2019年6月于刚果民主共和国邻国乌干达也发现埃博拉病毒确诊病例之后，世界卫生组织总干事特沃德罗斯·阿达诺姆宣布将于2019年6月14日举行专家组第三次会议，以评估此次疫情是否达到“国际关注的突发公共卫生事件”标准。但这次专家会议的结论却是，虽然此次疫情的爆发是刚果民主共和国乃至该国周边地区的紧急健康事件，但还是未满足“国际关注的突发公共卫生事件”的三个标准。尽管2019年6月11日，因埃博拉病毒死亡的人数达到1,405人；而到6月17日，死亡人数更是上升到1,440人，但是未宣布“国际关注的突发公共卫生事件”的理由在于此次疫情的国际传播力被认为影响较小，而宣布之后对刚果经济的损害风险较高。阿达诺姆认为宣布“国际关注的突发公共卫生事件”并不是为此次疫情筹措款项的正当方法。
认识到埃博拉病毒有极大的风险将扩散到刚果民主共和国北基伍省的首府戈马，丹尼尔·鲁西与罗恩·克莱恩（美国前埃博拉疫情应对协调员）在《华盛顿邮报》上发表文章呼吁尽快宣布“国际关注的突发公共卫生事件”。他们说：“如果疫情没有走在已经消灭的道路上，那么相反的情况，也就是疫情严重升级也是极有可能的。目前疫情有极高的风险逼近至刚果戈马，而戈马是一个拥有百万人口并建有国际机场的城市；甚至有可能跨越国境蔓延至南苏丹的难民营。由于剩余的疫苗剂量非常有限，上述任何一个情况的出现都将是一场灾难。”四天后，也就是2019年7月14日，在拥有国际机场和高流动人口的戈马确诊了埃博拉病例。随后，世界卫生组织宣布将在2019年7月17日召开第四次突发事件委员会会议。当时，他们宣布该次疫情为“区域紧急状态，但绝不是全球威胁”；并同时宣布此次疫情为“国际关注的突发公共卫生事件”；同时不受贸易或旅行的限制。为响应该声明，刚果民主共和国总统与由病毒学家领导的专家组共同直接负责监督行动；而反对该声明的卫生部长奥利·伊伦加·卡伦加则选择了辞职。2019年10月10日，突发事件委员会将对本次疫情的控制情况进行第一次审查。截至2019年10月17日，该国际关注的突发公共卫生事件仍未解除。

### 2019冠状病毒病（2020年－2023年）

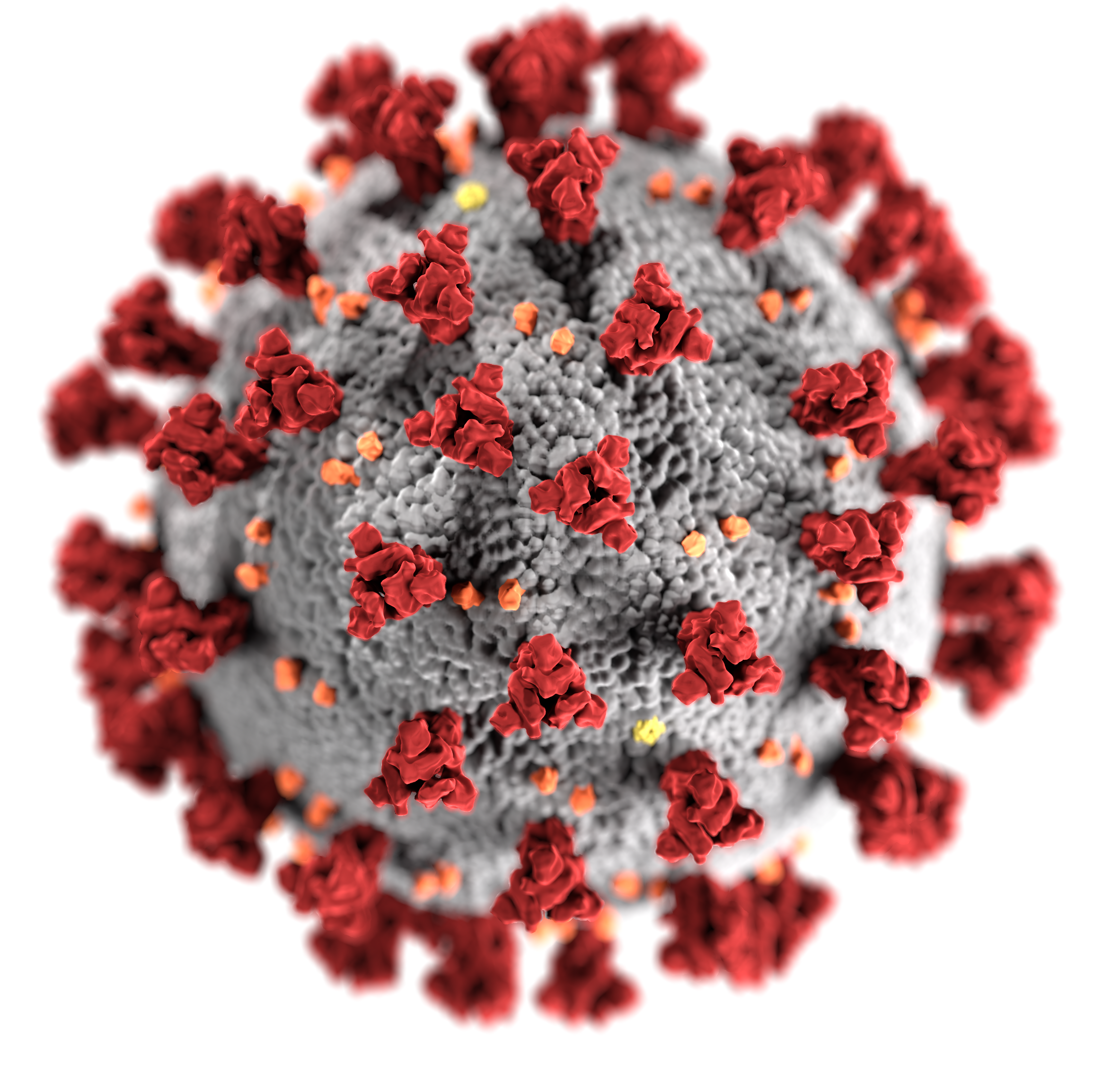
严重急性呼吸系统综合征冠状病毒2

2020年1月30日，世界卫生组织宣布爆发于中华人民共和国华中地区城市武汉的2019冠状病毒病疫情为“國際關注的突發公共衛生事件”。在宣布之日，全球已经确诊7,818起病例，覆盖世卫组织五个区域的19个国家或地区。但强调并非因为中国的疫情问题，而是针对医疗体系较弱的国家应加强疫情应对，对于中国的防疫措施仍表示肯定，并不建议针对中国实施旅游或贸易禁令。7月30日由於疫情仍然嚴重，世衛宣布維持國際公衛緊急事件。
此前，世界卫生组织曾在2020年1月22日至23日举行了关于冠状病毒爆发的突发事件委员会。但由于缺乏必要的数据支持和其后续对世界的影响力规模而被认为宣布“国际关注的突发公共卫生事件”是为时过早。
2023年5月5日，世界卫生组织总干事谭德塞在发布会上宣布，COVID-19疫情不再构成国际关注的突发公共卫生事件。

### 猴痘（2022年－2023年）
在2022年7月21日由《国际卫生条例》突发事件委员会召开的第二次会议上，委员会成员对于将2022-2023年猴痘疫情构成國際關注的突發公共衛生事件存在着6人赞成，9人反对的分歧。2022年7月23日，世界衛生組織宣佈2022年猴痘疫情為「國際關注的突發公共衛生事件」。
在宣布之日，全球已经确诊17,186起病例，覆盖世卫组织六个区域的75个国家或地区，而在非洲国家有72例死亡，其余者有5例。
2023年5月11日，世界衛生組織宣佈猴痘不再構成「國際關注的突發公共衛生事件」。

### 猴痘（2024年－）
2024年8月14日，世卫组织召開緊急委員會會議，宣布非洲新发展的猴痘疫情为国际关注的突发公共卫生事件。这是世卫组织三年内第二次将猴痘疫情列为国际关注的突发公共卫生事件。

## 反响评论
在2018年，通过对2009年到2016年的四次“国际关注的突发公共卫生事件”宣布的审查显示，世界卫生组织在应对国际突发卫生事件方面更加有效，应对这些突发事件的国际体系“健全”。除了2014年脊髓灰质炎疫情之外，另外一次针对前四次“国际关注的突发公共卫生事件”宣布的审查则显示了另外的不同意见。某些严重的疫情或威胁到更多人的疫情并没有被尽快宣布为“国际关注的突发公共卫生事件”。这些调查显示，如果疫情发生在美国人身上，或疫情发生时并非节假日的情况下，相关的反应速度会更快。換言之公平性遭到質疑。

## 非声明事件

### 2013年中东呼吸综合症疫情

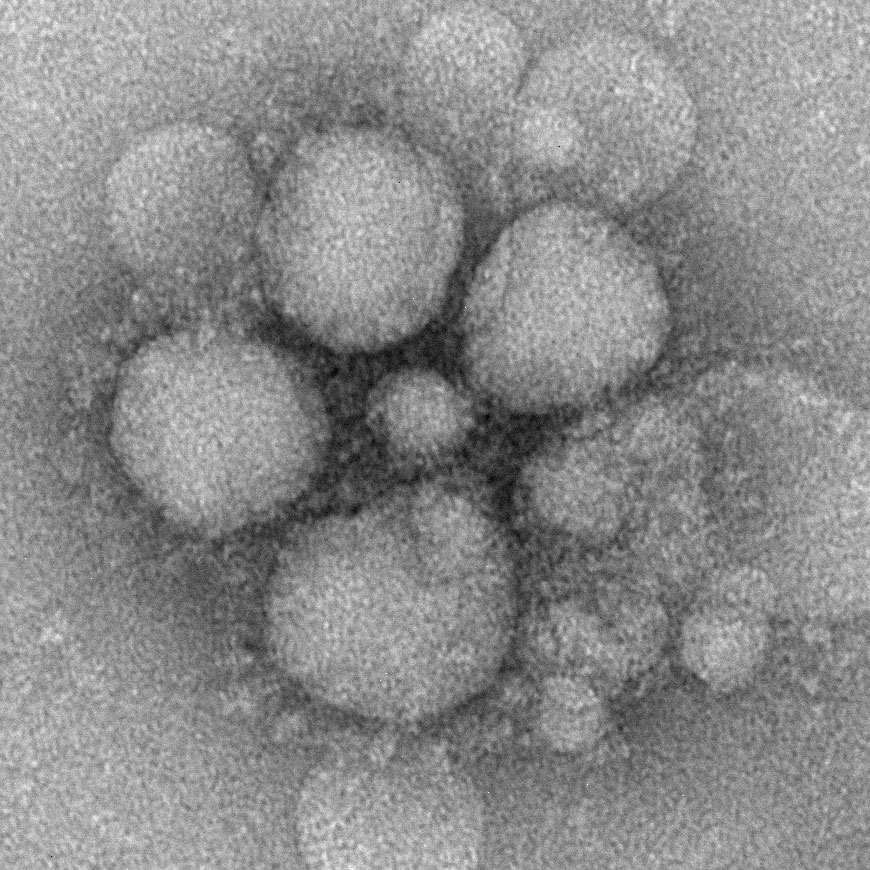
中东呼吸综合症冠状病毒

即使没有被正式宣布，国际关注的突发公共卫生事件也可以成为新闻，就如同2012年至2013年中东呼吸综合症疫情一样。中东呼吸综合症原发于沙特阿拉伯，后扩散至24个国家或地区。截至2015年，中东呼吸综合症共计导致多达580余人死亡；而其中大多数病例是在医院内而并非持续的社区传播中。因此，究竟是什么构成了“国际关注的突发公共卫生事件”，目前尚不清楚。

## 非传染事件
国际关注的突发公共卫生事件不仅限于传染病，而且可能也涵盖由化学制剂或放射性核材料引起的紧急情况。抗生素耐药性的出现和传播可能构成新的“国际关注的突发公共卫生事件”。